# Maconacon
Maconacon is een gemeente in de Filipijnse provincie Isabela in het noordoosten van het eiland Luzon. Volgens de laatste officiële telling uit 2000 had de gemeente een inwonertal van 3721 mensen verdeeld over 786 huishoudens.

## Geografie

### Bestuurlijke indeling
Maconacon is onderverdeeld in de volgende 10 barangays:
| - Aplaya - Canadam - Diana - Eleonor - Fely | - Lita - Malasin - Minanga - Reina Mercedes - Santa Marina |

## In het nieuws
- Op 20 mei 2009 werd burgemeester Francisco Talosig neergeschoten in zijn auto. Hij werd in kritieke toestand opgenomen in het ziekenhuis.[3] Ruim vier maanden later, op 7 oktober, overleed Talosig in het ziekenhuis van Cabagan.[4]